# Redlina

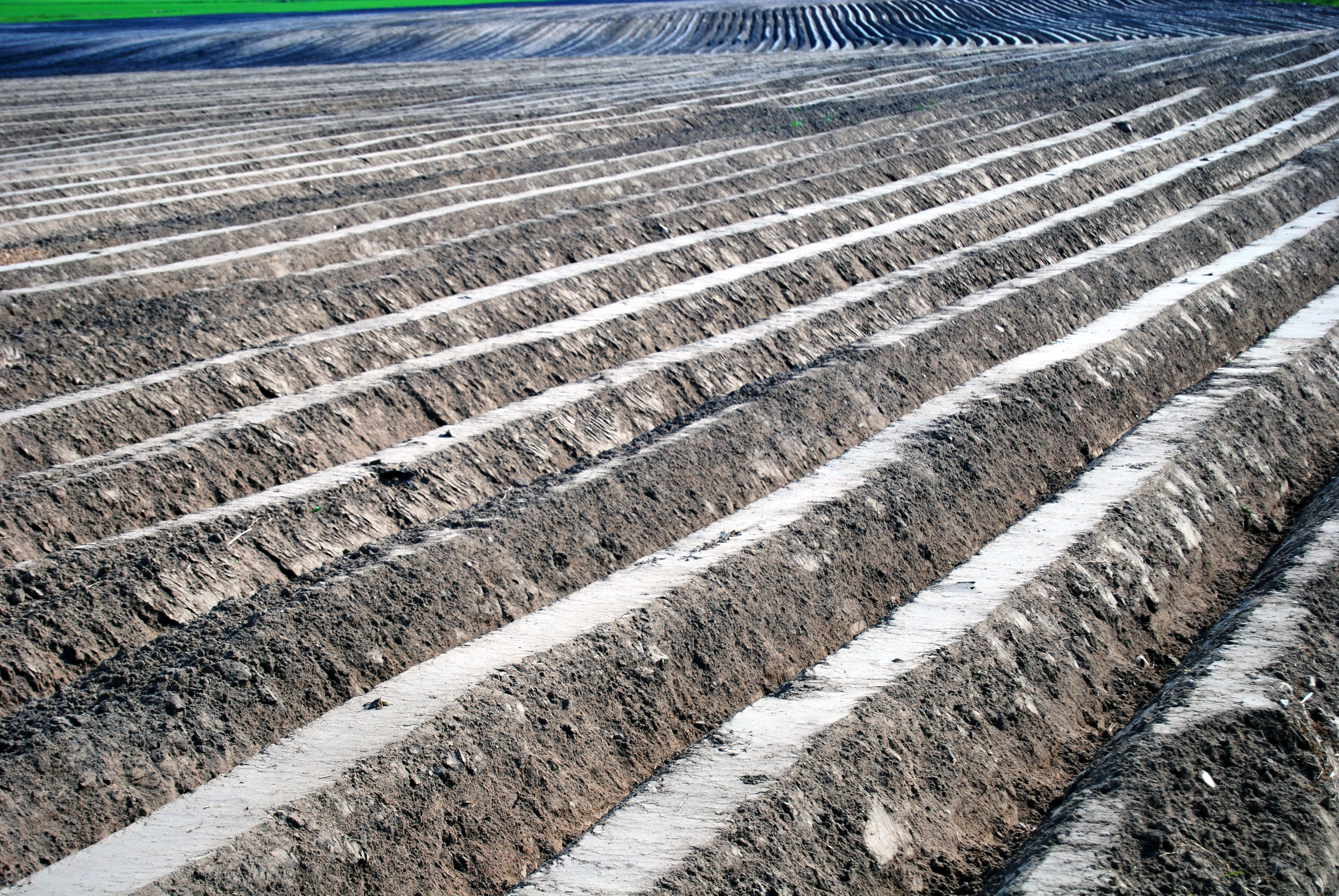
Redliny.

Redlina, radlina – nieduży wał ziemi pomiędzy dwiema bruzdami, ukształtowany sadzarką lub obsypnikiem, np. w uprawie ziemniaka. Dawniej redliny formowano za pomocą radła podczas radlenia (redlenia).